# Attenti a Luni
Attenti a Luni (Fangface), noto anche come Luni, il lupo col dentone o Attenti a... Luni, è una serie televisiva animata statunitense del 1978, creata da Joe Ruby e Ken Spears.
Prodotta da Ruby-Spears Productions, la serie è stata trasmessa per la prima volta negli Stati Uniti su ABC dal 9 settembre 1978 al 5 gennaio 1980, per un totale di 24 episodi (16 segmenti) ripartiti su due stagioni. In Italia è stata trasmessa dal 9 novembre 1980.

## Trama
Sherman Fangsworth è un ragazzo buono e un po' imbranato, che ha un grosso problema. Infatti, ogni quattrocento anni, nella sua famiglia possono nascere dei licantropi e lui è uno di questi.
Gli basta quindi vedere la Luna, o qualcosa che ne ricordi vagamente la forma, per trasformarsi in un voracissimo licantropo di nome Luni. Per fortuna, i suoi amici Biff, Kim e Puggsy non lo abbandonano mai e, oltre a tenerlo fuori dai guai, utilizzano le sue doti di licantropo per sventare le minacce di mostri e creature maligne.
Luni sembra avere una certa simpatia per lo scorbutico Puggsy, al punto che, alla fine di ogni avventura, vorrebbe mangiarselo. Basta comunque mostrargli il Sole, o qualcosa che lo ricordi, per farlo tornare Sherman, ignaro della sua trasformazione.
A Luni è stata dedicata anche una seconda serie, in cui entra in scena il nipotino di Sherman, capace di trasformarsi a sua volta nel licantropo Lunino.

## Episodi
1. Un mucchio di guai (A Heap of Trouble)
2. Che si può fare negli abissi del mare? (A Creep from the Deep)
3. Quanta paura per la strana creatura (The Shocking Creature Feature)
4. Non è un gufo, è proprio un UFO! (Westward Ho to the UFO)
5. Rapido furgone del grosso scimmione (The Great Ape Escape)
6. Da tirannosauro a piccola mascotte (Dinosaur Daze)
7. Non fare abra se non fai cadabra (Don't Abra When You Cadabra)
8. Spazio avventure? Quante sventure! (Space Monster Mishap)
9. Tutti a caccia dell'invisibile minaccia (The Invisible Menace Mix-up)
10. Tempi duri per il lunapark (The Cuckoo Carnival Calamity)
11. Basta con le Amazzoni (Begone, You Amazon)
12. Più che imbroglioni sono fifoni (Snow Job Jitters)
13. Vicenda strana di una sciocca fontana (The Goofy Gargoyle Goof-Up)
14. Attenti allo squalo (A Toothy Shark Is No Lark)
15. Un lupo è ancor più raro se poi divien mannaro (Where's the Wolf That's the Werewolf?)
16. Occhio alla regina cobra (Don't Get Mean with the Cobra Queen)
17. Quanta disdetta in una pietra maledetta (There Is Nothing Worse Than a Stony Curse)
18. La guida intrigante del ragno gigante (Evil Guider of the Giant Spider)
19. Qualcosa si muove al centro di Giove (Dr. Lupiter and the Thing from Jupiter)
20. Con il woodoo una marcia in più (Who Do the Voodoo)
21. La creatura bestiale della laguna spettrale (The Creepy Goon from the Spooky Lagoon)
22. Terribile sorte in un covo di morte (A Scary Affair in the Skullman's Lair)
23. Una lunga giornata sulla nave pirata (A Time-Machine Trip to the Pirate's Ship)
24. Il terribile Dr. Chill (The Ill-Will of Dr. Chill)
25. La romantica congiura della lupa robot (The Romantic Plot of the She-Wolf Robot)
26. Il piano sinistro dell'uomo lucertola (The Sinister Plan of Lizard Man)
27. Ci son guai per te col sosia del re (Royal Trouble with the King's Double)
28. Il gelido drago d'oro (The Stone-Cold Dragon of Gold)
29. Il piano diabolico dell'uomo avvoltoio (The Evil Design of Vulture-Man's Mind)
30. A Casablanca c'è un gigante che sbanca (The Defiant Casablanca Giant)
31. Il magico impiastro del regista disastro (The Film Fiasco of Director Disastro)
32. Sciocco pasticcio in piena giungla (A Goofy Bungle in the Filipino Jungle)

## Personaggi e doppiatori
- Sherman "Fangs" Fangsworth / Luni (in originale: Fangface), voce originale di Frank Welker, italiana di Renato Cortesi.
- Baby Fangs / Lunino (in originale: Fangpuss), voce originale di Frank Welker.
- Kim Carlton, voce originale di Susan Blu, italiana di Emanuela Fallini.
- Puggsy Colmare, voce originale di Bart Braverman, italiana di Marco Guadagno.
- Biff Sutcliffe, voce originale di Jerry Dexter, italiana di Giorgio Lopez.